# Liste des centrales électriques au Tchad
Cette page liste toutes les centrales au Tchad . 

## Contexte
Seulement 8.83% de la population a accès à l'électricité en 2016.  La société tchadienne d'eau et d'électricité parvient à peine à assurer la moitié des besoins de la capitale. Le consortium pétrolier de Doba a construit une centrale thermique moderne d'une capacité de 120 MW à Kome. Néanmoins elle est exclusivement destinée à alimenter les opérations pétrolières.
L'énergie solaire fait l'objet de projets de développement. Un projet photovoltaïque de 32 MW a été lancé en 2017 avec un financement de la Banque africaine de développement.

## Liste de centrales par type d'énergie

### Thermique
| Centrale thermique              | Communauté | Coordonnées | Type de carburant | Capacité | Année complétée | Propriétaire                                     |
| ------------------------------- | ---------- | ----------- | ----------------- | -------- | --------------- | ------------------------------------------------ |
| Centrale thermique de N'Djamena | N'Djamena  |             | Gas-oil           | 22 MW    |                 | Société Tchadienne d'Eau et d'Electricite (STEE) |
| Centrale thermique de Kome      | Kome       |             | Gas-oil           | 120 MW   |                 | ExxonMobil                                       |